# Hospital de Bellvitge (métro de Barcelone)
Hospital de Bellvitge, anciennement Feixa Liarga, est une station terminus de la ligne 1 du métro de Barcelone. Elle est située à proximité de l'Hôpital sur le territoire de la ville de L'Hospitalet de Llobregat, dans l'aire métropolitaine de Barcelone en Catalogne.
La station dessert principalement l'hôpital universitaire de Bellvitge (es).

## Situation sur le réseau

Plan du métro de Barcelone (2019).

Établie en souterrain, la station Hospital de Bellvitge constitue le terminus ouest de la ligne 1, avant la station Bellvitge, en direction de Fondo,.

## Histoire
La mise en service d'un prolongement vers l'ouest de la ligne 1, d'Avinguda Carrilet à Feixa Liarga, est mis en service le 19 octobre 1989. La station terminus Feixa Liarga est renommée Hospital de Bellvitge au mois de novembre 2003.

## Services aux voyageurs

### Accès et accueil
La station dispose d'une seule bouche située dans le parking de l'hôpital. L'accès au hall de billetterie s'effectue par un escalier ou un ascenseur, puis après avoir passé les portes de contrôle l'accès aux quais se fait par des escaliers, ou escaliers mécaniques, ou ascenseurs. La station comporte deux quais latéraux longs de 96 mètres. La station est accessible aux personnes à mobilité réduite.

### Desserte
Hospital de Bellvitge est desservie par la ligne 1. Les horaires du métro sont (hors jours fériés et fêtes) : de 5 h à minuit du lundi au jeudi ; de 5 h à 2 h du matin le vendredi ; les week-ends du samedi 5 h au dimanche minuit + 1 h. Pour les jours fériés et fêtes, les horaires sont :  de 5 h à minuit pour les jours fériés ; de 5 h à 2 h pour la veille d'un jour férié ; et de 5 h du matin à la fin de la nuit suivante pour les 31 décembre, 23 juin, 14 août et 24 septembre.

### Intermodalité
La station est en correspondance avec les lignes d'autobus urbains LH1 et LH2 des TMB et interurbain L10.